# Bridge (photographie)
Pour les articles homonymes, voir Bridge (homonymie).

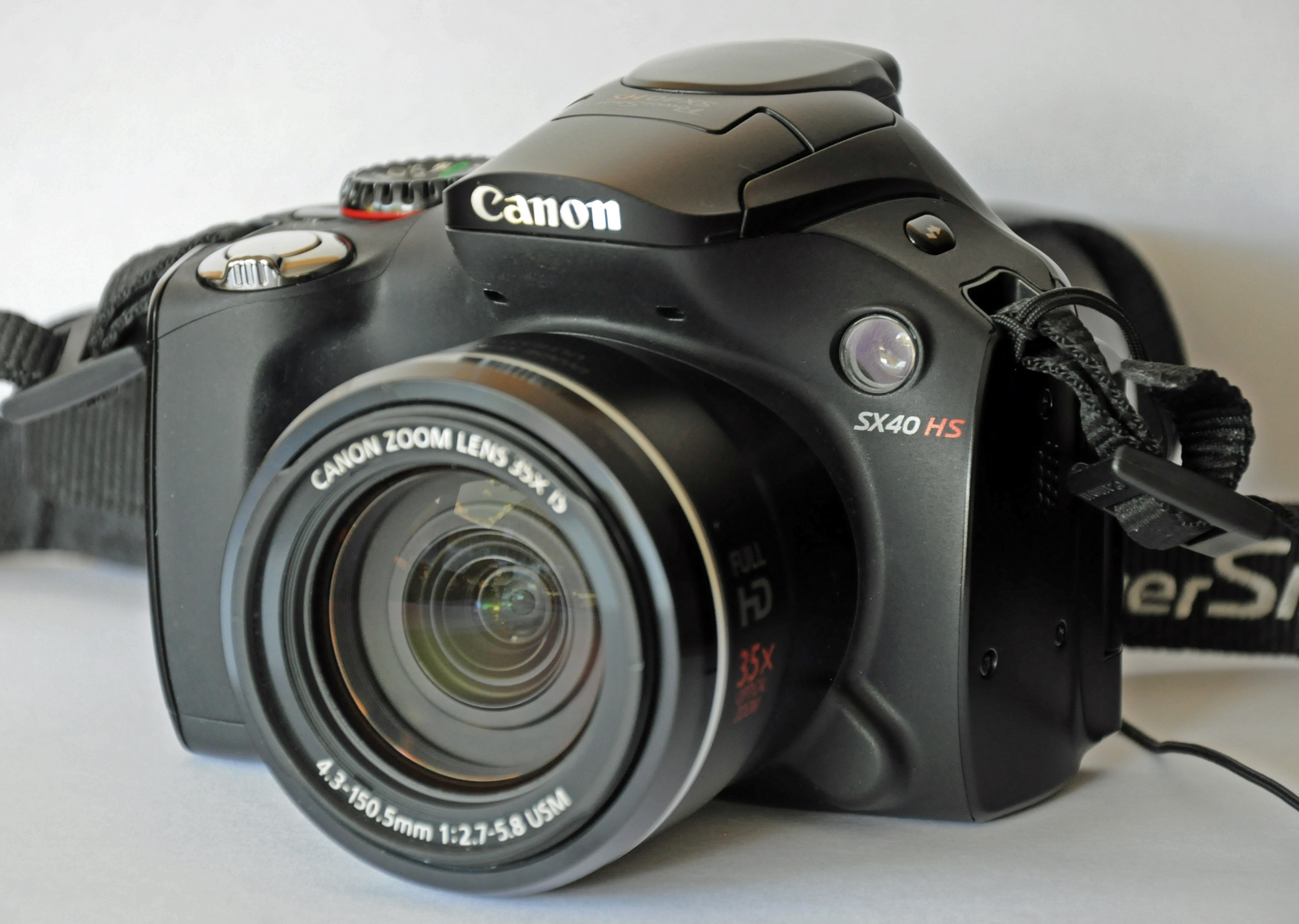
Un bridge Canon PowerShot SX40 HS.

Un bridge est un appareil photographique doté d'un objectif non interchangeable polyvalent (zoom) à large amplitude de focale. Dans sa version actuelle numérique, il possède un viseur électronique, et généralement des fonctions avancées (modes manuels, gestion du format RAW, etc.).
Le nom vient de l'anglais « bridge » qui signifie « pont », car les bridges sont en quelque sorte la jonction entre les appareils compacts et les appareils reflex, catégories d'appareils entre lesquels ils se situent à la fois en matière de performance, d'encombrement et de prix.
Un bridge dispose donc d'un viseur électronique et d'un objectif fixe (non interchangeable), ce qui constituent les deux principales différences avec un appareil reflex, qui dispose lui par construction, d'une visée reflex et d'objectifs interchangeables.

## Histoire

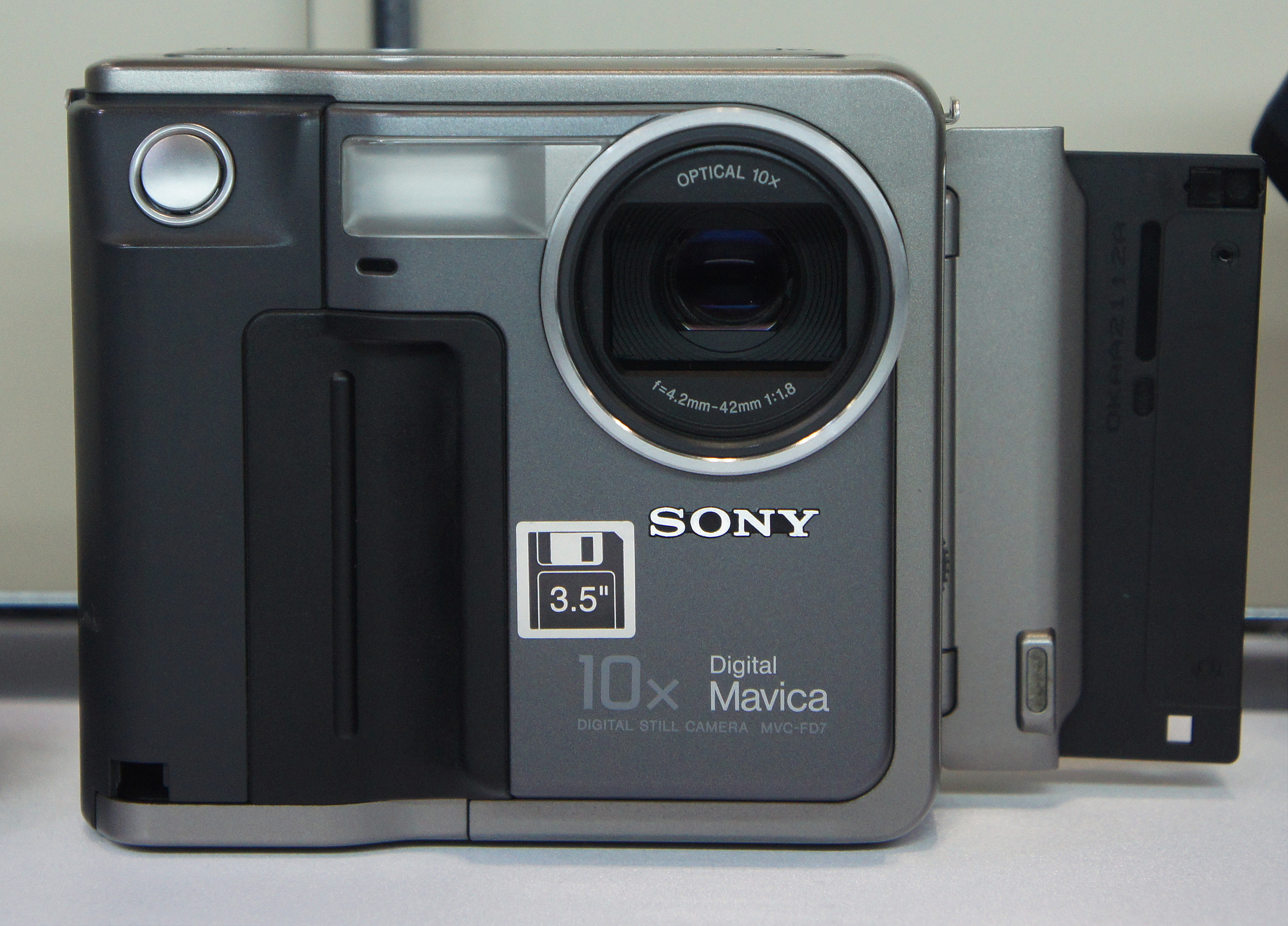
Le Sony Mavica FD7.

Des bridges argentiques sont apparus dans les années 1980, sans rencontrer de franc succès. On peut citer par exemple le modèle AZ-300 super zoom chez Olympus en 1988. Mais cette catégorie d'appareil ne se développe réellement qu'à l'arrivée de la photographie numérique. 
En 1997, le Sony Mavica FD7 est le premier APN grand public équipé d'un zoom optique 10x,. L'année suivante, le Sony Mavica FD91 est le premier appareil grand public doté d'un super-zoom (14x) et d'un stabilisateur, ce qui fait de lui le premier véritable bridge numérique.
En 2008, le Canon PowerShot SX1 IS est le premier bridge équipé d'un capteur CMOS 1/2,3" et de vidéo Full HD avec un zoom 20x.
En 2012, Nikon lance son positionnement en faveur de la capacité de zoom. Le P510 est le premier bridge à atteindre la focale 1 000 mm avec son zoom 42x.
Trois ans plus tard, le Nikon P900 franchit la barre de 2 000 mm de focale avec son zoom 83x.
Toujours en 2012, Panasonic commercialise le FZ200 à capteur 1/2,3". Il est équipé d'une optique de qualité à ouverture constante f/2.8 jusqu'à 600 mm. Elle sera réutilisée pour le FZ300. 
Avec la sortie du RX10 fin 2013, Sony prend le pas sur la qualité d'image en exploitant aussi un objectif à ouverture maximale constante f/2.8. Elle est conservée sur le RX10 II et sera revue avec une ouverture variable sur les RX10 III et RX10 IV.
En 2018, le Nikon Coolpix P1000 fait figure d'O.V.N.I. en repoussant le grossissement optique à 125x avec son super télé équivalent 3000 mm. Le niveau de grossissement / prix proposé vient concurrencer les appareils à objectifs interchangeables.

## Caractéristiques
Si leur forme les rapproche des reflex, ils sont en réalité, techniquement similaires à un compact car comme eux, ils utilisent un capteur de petite taille de 1/2,3" ou 1", généralement de type CMOS de 12 à 20,1 millions de pixels à l'instar du Sony RX10 Mark IV.  
Les petits capteurs étant plus sujets au bruit numérique, proportionnel à la sensibilité ISO utilisée, ils procurent des résultats similaires à ceux d'un compact.
En revanche, ces petits capteurs réduisent les contraintes sur les optiques et permettent la conception de zooms lumineux à forte amplitude de 24x à 125x - équivalent 3 000 mm, procurant à ces appareils une grande polyvalence pour le photographe amateur et expert dans un format relativement compact.
Les appareils bridges sont dotés d'un objectif zoom inamovible, mais le constructeur peut avoir prévu une bague d'adaptation pour des compléments optiques (notamment sur les Panasonic Lumix série FZ, les Nikon Coolpix série P et certains bridges Canon).
Certains modèles intègrent un filtre ND ou sont compatibles avec les filtres circulaires vissants.
À part les modèles d'entrée de gamme filmant la HD 720p, tous les bridges filment au moins la Full HD 1080p. Les bridges deviennent doués en vidéo et filment en 4K/UHD pour les plus récents. C'est le cas des Panasonic Lumix FZ82, FZ300, FZ1000, FZ2000, Sony CyberShot RX10 III, RX10 IV, Nikon Coolpix B700.

## Marché

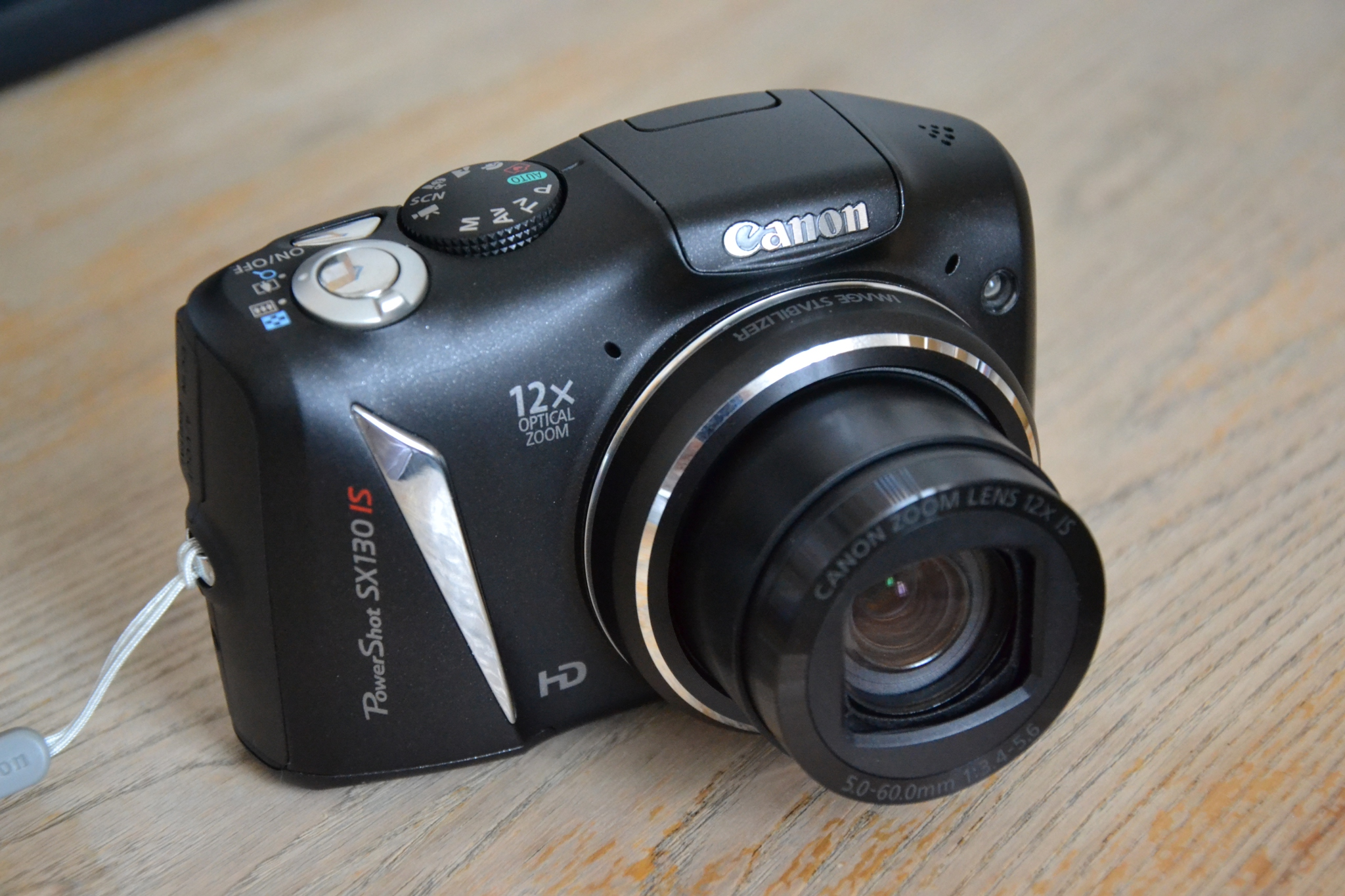
Le Canon SX130 IS, un petit bridge simplifié.

Aujourd'hui, le marché des bridges est dominé par Sony, Panasonic (sous la marque Lumix), Nikon, Canon et Kodak. 
Olympus, Fujifilm, Pentax et Samsung sont coincés en bas de gamme par les compacts à grand zoom et en haut de gamme par les reflex bon marché destinés au grand public. L'arrivée et l'essor des appareils photographiques hybrides n'a fait qu'empirer les choses car ils se placent en concurrents directs des bridges.
Casio a d'ailleurs abandonné cette catégorie. D'autres constructeurs proposent des petits bridges simplifiés à bas coût sans visée optique comme Olympus avec son SZ-31 MR ou encore Canon avec sa série SX100.
À l'inverse, d'autres fabricants préfèrent concevoir des modèles premium pourvus d'optique lumineuse de bonne qualité comme la série des Sony RX10 ou encore des Panasonic Lumix FZ200, FZ300 et FZ1000 et FZ2000 plus doués pour la vidéo.
En 2013, le marché des appareils photographiques numériques est touché par une baisse des ventes au niveau mondial avec un recul de 40 %. Malgré cette importante chute des ventes, les reflex et les hybrides ont une part de marché croissante (de 16 à 21 % pour les reflex, de 4 à 5 % pour les hybrides) et une faible diminution des volumes de ventes, au contraire des compacts et des bridges, dont la part de marché passe de 80 à 74 %.
En 2022, le marché des appareils photographique numériques connait une légère croissance pour la première fois en hausse après une décennie de chute, les appareils photo hybrides sont la seule catégorie d'appareils photo à progresser, que ce soit en nombre d'exemplaires ou en valeur monétaire. La diffusion des smartphones au cours de la décennie précédente a transformé le marché des appareils photos en marché de niche avec moins de ventes mais plus de valeur par produit. Les reflex sont progressivement délaissés par les constructeurs au profit des hybrides qui représentent près de 70 % des ventes d'appareils à objectifs interchangeables et même 86 % en valeur. Les ventes d'hybrides connaissent ainsi une croissance de 31 % tandis que celles des reflex chutent de 17 %. Ce phénomène est particulièrement marqué dans les pays asiatiques, là ou sont basés les principaux fabricants. L'Amérique et particulièrement l'Europe sont encore propices à la vente de reflex. Les appareils photo compacts et bridges voient également leurs ventes diminuer, encore maintenues par les modèles dits « experts »,.

## Exemples de bridges
- Canon PowerShot SX500 IS, SX510 HS, SX50 HS, SX60 HS ;
- Fujifilm FinePix séries SL, S et HSEXR ;
- Nikon Coolpix L610, L810, P510, P520 ; P900 ; P1000
- Olympus série SP, SZ et Stylus ;
- Panasonic Lumix FZ5, FZ 62, 70 - 72, 80 - 82, 200, 300, 1000, 2000, LZ30 ;
- Pentax X-5
- Samsung série WB ;
- Sony Cyber-shot H400, HX 400/V et RX10 mark I à mark IV